# Hinchgera, Afzalpur
Hinchgera là một làng thuộc tehsil Afzalpur, huyện Gulbarga, bang Karnataka, Ấn Độ.